# Mikael Aaro
Mikael Aaro, född 4 september 1980 i Piteå, är en svensk ishockeytränare och före detta professionell ishockeyspelare, som just nu är sportchef för Nybro Vikings.